# National Women's Hall of Fame
El National Women's Hall of Fame (en español, Salón Nacional de la Fama de la  Mujer) es una institución estadounidense creada en 1969, en la ciudad de Seneca Falls, Nueva York, lugar donde se realizó la primera Convención sobre los Derechos de la Mujer en 1848. La misión del salón, establecida en su declaración de 1969, es: «honrar a perpetuidad a las mujeres ciudadanas de los Estados Unidos de América cuyas contribuciones a las artes, deportes, negocios, educación, gobierno, humanidades, filantropía y ciencias, han sido de gran valor para el desarrollo de su país».
El National Women's Hall of Fame distingue a las mujeres estadounidenses a través de un riguroso proceso de selección en el que participan representantes de importantes organizaciones de la nación y expertos en diferentes áreas. Los nominados son seleccionados sobre la base de la medida en que los cambios que han realizado afectan los aspectos sociales, económicos y culturales de la sociedad; el impacto que han tenido a nivel nacional o mundial, los resultados del cambio producido; y el valor duradero de esos logros o cambios.
La idea provinó de John Rosenkrans presidente del Eisenhower College, donde fue alojado el salón hasta 1979, cuando la organización adquirió el edificio de un banco en el Distrito Histórico de Seneca Falls y lo renovó para convertirlo en la nueva casa del salón y el lugar de su exposición permanente. La residencia está situada en el 76 de Fall Street, cerca del parque nacional de los Derechos de la Mujer que se estableció en el sitio de la Convención de 1848.
Para 2021, existen 303 mujeres en el salón.

## Miembros del Salón Nacional de la Fama de la Mujer
Lista de mujeres que han sido elegidas para el National Women's Hall of Fame:
- Faye Glenn Abdellah
- Bella Abzug
- Abigail Adams
- Jane Addams
- Madeleine Albright
- Tenley Albright
- Louisa May Alcott
- Florence E. Allen
- Gloria Allred
- Linda Alvarado
- Dorothy H. Andersen
- Marian Anderson
- Ethel Percy Andrus
- Maya Angelou
- Susan B. Anthony
- Virginia Apgar
- Ella Baker
- Lucille Ball
- Ann Bancroft
- Clara Barton
- Eleanor K. Baum
- Ruth Fulton Benedict
- Mary McLeod Bethune
- Antoinette Blackwell
- Elizabeth Blackwell
- Emily Blackwell
- Amelia Bloomer
- Nellie Bly
- Louise Bourgeois
- Margaret Bourke-White
- Lydia Moss Bradley
- Myra Bradwell
- Mary Carson Breckinridge
- Nancy Brinker
- Gwendolyn Brooks
- Pearl S. Buck
- Betty Bumpers
- Charlotte Bunch
- Octavia Butler
- St. Frances Xavier Cabrini
- Mary Steichen Calderone
- Annie Jump Cannon
- Rachel Carson
- Eleanor Rosalynn Smith Carter
- Mary Ann Shadd Cary
- Mary Cassatt
- Willa Cather
- Carrie Chapman Catt
- Judy Chicago
- Julia Child
- Lydia Maria Child
- Shirley Chisholm
- Hillary Clinton
- Jacqueline Cochran
- Mildred Cohn
- Bessie Coleman
- Eileen Collins
- Ruth Colvin
- Rita Rossi Colwell
- Joan Ganz Cooney
- Mother Marianne Cope
- Gerty Theresa Radnitz Cori
- Jane Cunningham Croly
- Matilda Cuomo
- Angela Davis
- Paulina Kellogg Wright Davis
- Dorothy Day
- Marian de Forest
- Donna de Varona
- Karen DeCrow
- Sarah Deer
- Emma Smith DeVoe
- Emily Dickinson
- Dorothea Dix
- Elizabeth Hanford Dole
- Marjory Stoneman Douglas
- St. Katharine Drexel
- Anne Dallas Dudley
- Mary Barret Dyer
- Amelia Earhart
- Sylvia A. Earle
- Catherine Shipe East
- Crystal Eastman
- Mary Baker Eddy
- Marian Wright Edelman
- Gertrude Ederle
- Gertrude Belle Elion
- Dorothy Harrison Eustis
- Alice C. Evans
- Geraldine Ferraro
- Ella Fitzgerald
- Jane Fonda
- Betty Ford
- Loretta C. Ford
- Abby Kelley Foster
- Aretha Franklin
- Helen Murray Free
- Betty Friedan
- Margaret Fuller
- Matilda Joslyn Gage
- Ina May Gaskin
- Althea Gibson
- Lillian Moller Gilbreth
- Charlotte Perkins Gilman
- Ruth Bader Ginsburg
- Maria Goeppert Mayer
- Katharine Graham
- Martha Graham
- Temple Grandin
- Ella T. Grasso
- Marcia Greenberger
- Martha Wright Griffiths
- Sarah Grimké
- Angelina Emily Grimke Weld
- Mary Hallaren
- Rebecca S. Halstead
- Fannie Lou Hamer
- Alice Hamilton
- Mia Hamm
- Lorraine Hansberry
- Joy Harjo
- Martha Matilda Harper
- Patricia Roberts Harris
- Helen Hayes
- Dorothy Height
- Beatrice Hicks
- Barbara Hillary
- Oveta Culp Hobby
- Barbara Holdridge
- Billie Holiday
- Wilhelmina Cole Holladay
- Jeanne Holm
- Bertha Holt
- Grace Murray Hopper
- Julia Ward Howe
- Emily Howland
- Dolores Huerta
- Helen LaKelly Hunt
- Swanee Hunt
- Zora Neale Hurston
- Anne Hutchinson
- Barbara Iglewski
- Shirley Ann Jackson
- Victoria Jackson
- Mary Jacobi
- Frances Wisebart Jacobs
- Mae Jemison
- Katherine Johnson
- Barbara Rose Johns
- Mary Harris Jones
- Barbara Jordan
- Helen Keller
- Leontine T. Kelly
- Susan Kelly-Dreiss
- Frances Oldham Kelsey
- Nannerl Keohane
- Jean Kilbourne
- Billie Jean King
- Coretta Scott King
- Julie Krone
- Elisabeth Kübler-Ross
- Maggie Kuhn
- Stephanie L. Kwolek
- Henrietta Lacks
- Susette La Flesche
- Winona LaDuke
- Carlotta Walls LaNier
- Dorothea Lange
- Sherry Lansing
- Allie B. Latimer
- Emma Lazarus
- Lilly Ledbetter
- Mildred Robbins Leet
- Maya Lin
- Anne Morrow Lindbergh
- Patricia Locke
- Belva Lockwood
- Juliette Gordon Low
- Clare Boothe Luce
- Shannon W. Lucid
- Mary Lyon
- Mary Mahoney
- Nicole Malachowski
- Wilma Mankiller
- Philippa Marrack
- Barbara McClintock
- Katharine Dexter McCormick
- Louise McManus
- Margaret Mead
- Barbara Mikulski
- Kate Millett
- Patsy Takemoto Mink
- Maria Mitchell
- Toni Morrison
- Constance Baker Motley
- Lucretia Mott
- Kate Mullany
- Aimee Mullins
- Carol Mutter
- Indra Nooyi
- Antonia Novello
- Sandra Day O'Connor
- Georgia O'Keeffe
- Rose O'Neill
- Annie Oakley
- Michelle Obama
- Rosa Parks
- Ruth Patrick
- Alice Paul
- Nancy Pelosi
- Mary Engle Pennington
- Frances Perkins
- Rebecca Talbot Perkins
- Esther Peterson
- Judith L. Pipher
- Jeannette Rankin
- Janet Reno
- Ellen Swallow Richards
- Linda Richards
- Sally Ride
- Rozanne L. Ridgway
- Edith Nourse Rogers
- Mary Joseph Rogers
- Eleanor Roosevelt
- Ernestine Louise Potowski Rose
- Sister Elaine Roulet
- Janet Rowley
- Wilma Rudolph
- Josephine St. Pierre Ruffin
- Mary Harriman Rumsey
- Florence Sabin
- Sacagawea
- Bernice Sandler
- Margaret Sanger
- Katherine Siva Saubel
- Betty Bone Schiess
- Patricia Schroeder
- Anna Schwartz
- Felice N. Schwartz
- Blanche Stuart Scott
- Florence B. Seibert
- Elizabeth Ann Seton
- Donna Shalala
- Anna Howard Shaw
- Catherine Filene Shouse
- Eunice Mary Kennedy Shriver
- Muriel Siebert
- Beverly Sills
- Louise Slaughter
- Eleanor Smeal
- Bessie Smith
- Margaret Chase Smith
- Sophia Smith
- Hannah Greenebaum Solomon
- Susan Solomon
- Sonia Sotomayor
- Laurie Spiegel
- Elizabeth Cady Stanton
- Gloria Steinem
- Helen Stephens
- Nettie Stevens
- Lucy Stone
- Kate Stoneman
- Harriet Beecher Stowe
- Harriet Williams Russell Strong
- Anne Sullivan
- Kathrine Switzer
- Henrietta Szold
- Mary Burnett Talbert
- Maria Tallchief
- Ida Tarbell
- Helen Brooke Taussig
- Mary Church Terrell
- Sojourner Truth
- Harriet Tubman
- Wilma Vaught
- Diane von Furstenberg
- Florence Schorske Wald
- Lillian Wald
- Madam C. J. Walker
- Mary Edwards Walker
- Emily Howell Warner
- Mercy Otis Warren
- Alice Waters
- Faye Wattleton
- Annie Dodge Wauneka
- Ida Wells-Barnett
- Eudora Welty
- Edith Wharton
- Sheila E. Widnall
- Emma Willard
- Frances Willard
- Oprah Winfrey
- Sarah Winnemucca
- Flossie Wong-Staal
- Victoria Woodhull
- Fanny Wright
- Martha Coffin Pelham Wright
- Chien-Shiung Wu
- Rosalyn Yalow
- Gloria Yerkovich
- Mildred "Babe" Didrikson Zaharias